# Daniel Casadellà
Daniel Casadellà Silva (n. Barcelona; 1992) es un actor de cine y televisión español.

## Filmografía

### Series de Televisión
| Año         | Título                   | Personaje    |
| ----------- | ------------------------ | ------------ |
| 2017        | Nit i dia                | Víctor joven |
| 2013        | El don de Alba           | Aitor        |
| 2013        | Kubala, Moreno i Manchón | Cesc         |
| 2011        | La sagrada família       | ?            |
| 2008 - 2009 | El cor de la ciutat      | Jofre        |
| 2007        | La tele de tu vida       | ?            |
| 2005        | Abuela de verano         | Diego        |
| 2005        | Ventdelplà               | Vània        |
| 2004 - 2005 | De moda                  | Álex         |
| 2003        | Jet Lag                  | Eloi         |

### Cine
| Año  | Título                                      | Personaje     | Dirección                                     |
| ---- | ------------------------------------------- | ------------- | --------------------------------------------- |
| 2012 | Tengo ganas de tí                           | Palote        | Fernando González Molina                      |
| 2010 | Tres metros sobre el cielo                  | Palote        | Fernando González Molina                      |
| 2009 | Bullying                                    | Joan          | Josetxo San Mateo                             |
| 2008 | No me pidas que te bese porque te besaré    | Ignacio       | Albert Espinosa                               |
| 2008 | Tres días                                   | Emilio        | F. Javier Gutiérrez                           |
| 2007 | Adrenalina                                  | Pablo         | Ricard Figueras y Joseph Richard Johnson Camí |
| 2006 | Películas para no dormir: Cuento de Navidad | Eugenio       | Paco Plaza                                    |
| 2004 | El habitante incierto                       | Niño          | Guillem Morales                               |
| 2003 | Nudos                                       | Tito          | Lluís Maria Güell                             |
| 2002 | Alas rotas                                  | Carlos (Niño) | Carlos Gil                                    |
| 2002 | Lisístrata                                  | Tipex         | Francesc Bellmunt                             |
| 2001 | Només per tu                                | Roger         | Jordi Cadena                                  |
| 1999 | La ciudad de los prodigios                  |               | Mario Camus                                   |

### Cortometrajes
| Año  | Título               | Personaje   | Dirección        |
| ---- | -------------------- | ----------- | ---------------- |
| 2011 | Soñar años           | Pol         | Tony Valles      |
| 2010 | La sombra del pasado | Alex (niño) | Cameron Casti    |
| 2009 | Recuerdos a Wifly    | Tony (niño) | Albert Oliver    |
| 2007 | Jingle Bells         | Álex (niño) | David Casademunt |

- Datos: Q5798198